# Compascuum (waterschap)
Compascuum is een voormalig waterschap in de provincie Drenthe.
Het waterschap is een fusie van Barger-Compascuum, Emmer-Compascuum, Barger-Compascuum-grens en Zwartenberger-Compascuum. In 1954 kwamen daar de schappen Oude Runde en Plaatsensloot bij.
Het schap had een brede taak. Niet alleen zorgde het voor de afvoer van water, het was ook belast met het voor vervening geschikt maken van gronden. Bovendien was het belast met de aanleg en onderhoud van wegen. Het gebied wordt tegenwoordig beheerd door het waterschap Hunze en Aa's.